# Agriphila trabeatellus
Agriphila trabeatellus là một loài bướm đêm trong họ Crambidae.